# آگوستینیو کا
آگوستینیو کا (انگلیسی: Agostinho Cá؛ زادهٔ ۲۴ ژوئیهٔ ۱۹۹۳) یک بازیکن فوتبال اهل پرتغال است که در پست هافبک دفاعی برای باشگاه فوتبال بارسلونا بی در سگوندا دیویژن بازی می‌کند.
وی که سابقهٔ بازی در اسپورتینگ پرتغال نیز دارد، به رده‌های سنی تیم ملی پرتغال نیز دعوت شده‌است و به همراه تیم ملی زیر ۲۰ سال فوتبال پرتغال در جام جهانی ۲۰۱۳ ترکیه حضور داشته‌است.